# Emetullah Kadın
Emetullah Kadın o Ümmetullah Banû Kadınefendi; (en turco otomano: امت اللہ کدین‎; "sirvienta de Alá", Nacida c. 1690
 Cherkesia-Fallecida c. 1739/40
 Estambul) también conocida como Ümmetullah Kadın, fue la esposa principal del sultán otomano Ahmed III y la madre de su hija mayor y primogénita Fatma Sultan.

## Biografía
No se sabe nada sobre el origen y la fecha exacta de nacimiento de Emetullah, pero según el historiador turco Necdet Sakaoglu, nació antes de 1690 y era de origen Caucásico o Bosnio, pero otros apuntan a un posible origen Cherkés. En los documentos del harén, Emetullah es designada como "hija de Abdulmennan", lo que indica que ingresó al palacio como esclava y luego se convirtió al Islam .
Sakaoglu y el historiador turco Chagatay Uluchay escribieron que Emetullah era la esposa principal de Ahmed III, era su Baş Kadın , sin embargo, el historiador otomano Sureya Mehmed Bey la llamó la principal Haseki. Sakaoglu escribió que Uluchay, refiriéndose a los archivos del palacio, indicó que Emetullah recibió el título de esposa principal en 1703, inmediatamente después de la ascensión de Ahmed III al trono otomano. Uluchay, describió a la Baş Kadın Ahmed, como una mujer benévola y reflexiva, señaló que el sultán amaba y respetaba a Emetullah más que a sus otras esposas. Los historiadores las describen como simpática, de ojos claros y cabello castaño. Pero esta descripción es incierta.
Sakaoglu y Uluchay señalaron que un año después de la ascensión de su conjugué al trono,  ella dio a luz al sultán de su primer hijo, Fatma Sultan ; esto se evidencia en la inscripción en la tumba de la Baş Kadın.Sin embargo, Sureya y el otomano Anthony Alderson llamaron a la madre de Fatma Sultan, Ayşe Mihri Behri Kadin . Otra consorte del sultán Ahmed III.
No hay mucha información sobre la vida de Emetullah durante el reinado de su esposo Ahmed III, excepto por el nacimiento de su hija, el inicio de su reinado como consorte y su trabajo de caridad.
En 1730, el sultán Ahmed III fue derrocado como resultado del levantamiento del Patrona Halil, que puso fin a la brillante Era de los Tulipanes, que representó la mayor parte de la vida de Emetullah. Según los documentos del palacio, durante el levantamiento, se confiscaron dos anillos con grandes diamantes y otras joyas de Emetullah, así como todas las propiedades valiosas de la consorte, desgraciadamente Emetullah cayó en desgracia cuando Ahmed III fue depuesto y siendo esta exiliada y enviada al Palacio Viejo, donde quedó sola en sus últimos dias . Según Saqaoglu, según la inscripción en su tumba, Emetullah murió en 1152 AH, lo que corresponde a 1739/1740 según el calendario gregoriano . Uluchay escribió que se desconoce la fecha de la muerte de Emetullah, pero es posible que muriera el mismo año que su hija Fatma.
Según Uluchay y otras fuentes, Emetullah Kadin fue enterrado al pie de la tumba del conquistador chipriota Lala Mustafa Pasha en Eyup en el harén de Ahmed, y no lejos de la tumba del jefe muecín Abdulganf"  .

## Caridad y Vida Económica
Según documentos de archivo, en 1707, el sultán, como Paşmaklık, le dio a Emetullah una panadería en Galata, la antigua casa de la moneda y la tierra que la rodea, así como la Hotel Simkeshkhane en el barrio de Bayezid. Además de las 7 habitaciones reservadas para los fideicomisarios de Simkeshkhane, el hotel tenía 157 habitaciones en dos plantas, así como 29 tiendas fuera del hotel .
Con los ingresos de este pashmaklik, se construyó una pequeña mezquita (mesjid), un mekteb, una fuente de agua potable (sebil) y una fuente decorativa (cheshme) cerca del hotel en nombre de Emetullah. Waqf Emetullah proporcionó trabajo y mantenimiento del orden en 7 tiendas y 115 habitaciones. La carta del waqf también asignó fondos para la educación de 50 niños en el mekteb, así como fondos para carbón en el invierno y agua potable . Con los fondos del waqf, se pagó la remuneración de 40 cabezas de familia que sirvieron a Masjid al-Nabawi . El Mekteb cerca de Simkeshkhan en Tramway Street en Bayazid se reparó por última vez alrededor de 1910; a este punto, dos maestros estaban enseñando a los niños, dando educación básica a un promedio de 35 estudiantes. Las estructuras construidas por Emetullah fueron demolidas en 1956 cuando se amplió la calle que conduce a la plaza Beyazit y al distrito de Aksaray.
Emetullah fue la iniciadora de la construcción de una fuente (cheshme) cerca Ayazma Camii  e İmrahor Camii (Üsküdar)  en Uskudar . El poeta otomano Ahmed Nedim en sus poemas fecha la construcción de esta fuente en 1728 (1141 d. H.) y escribe que la consorte hizo una buena obra, pero no menciona su nombre.

## Literatura
- Alderson A. D. The Structure of the Ottoman Dynasty. — Oxf.: Clarendon Press, 1956. — P. table XLI.
- Sakaoğlu N. Bu mülkün kadın sultanları :  [тур.]. — İstanbul : Oğlak Yayıncılık, 2008. — P. 416—417. — 574 p.
- Süreyya M. B. Sicill-i Osmani / ed. Nuri Akbayar. — Istanbul: Tarih Vakfi Yurt Yayınlar, 1996. — P. 11. — ISBN 975-333-049-5, 975-333-038-3.
- Uluçay M. Ç. Padişahların Kadınları ve Kızları. — Ötüken, 2011. — С. 125—127. — 312 p. — ISBN 9754378401, 9789754378405.

- Datos: Q65126693